# Stern
Unter einem Stern (altgriechisch ἀστήρ, ἄστρον astēr, astron und lateinisch aster, astrum, stella, sidus für ‘Stern, Gestirn’; ahd. sterno; astronomisches Symbol: ✱) versteht man in der Astronomie einen massereichen, selbstleuchtenden Himmelskörper aus sehr heißem Gas und Plasma, wie zum Beispiel die Sonne.

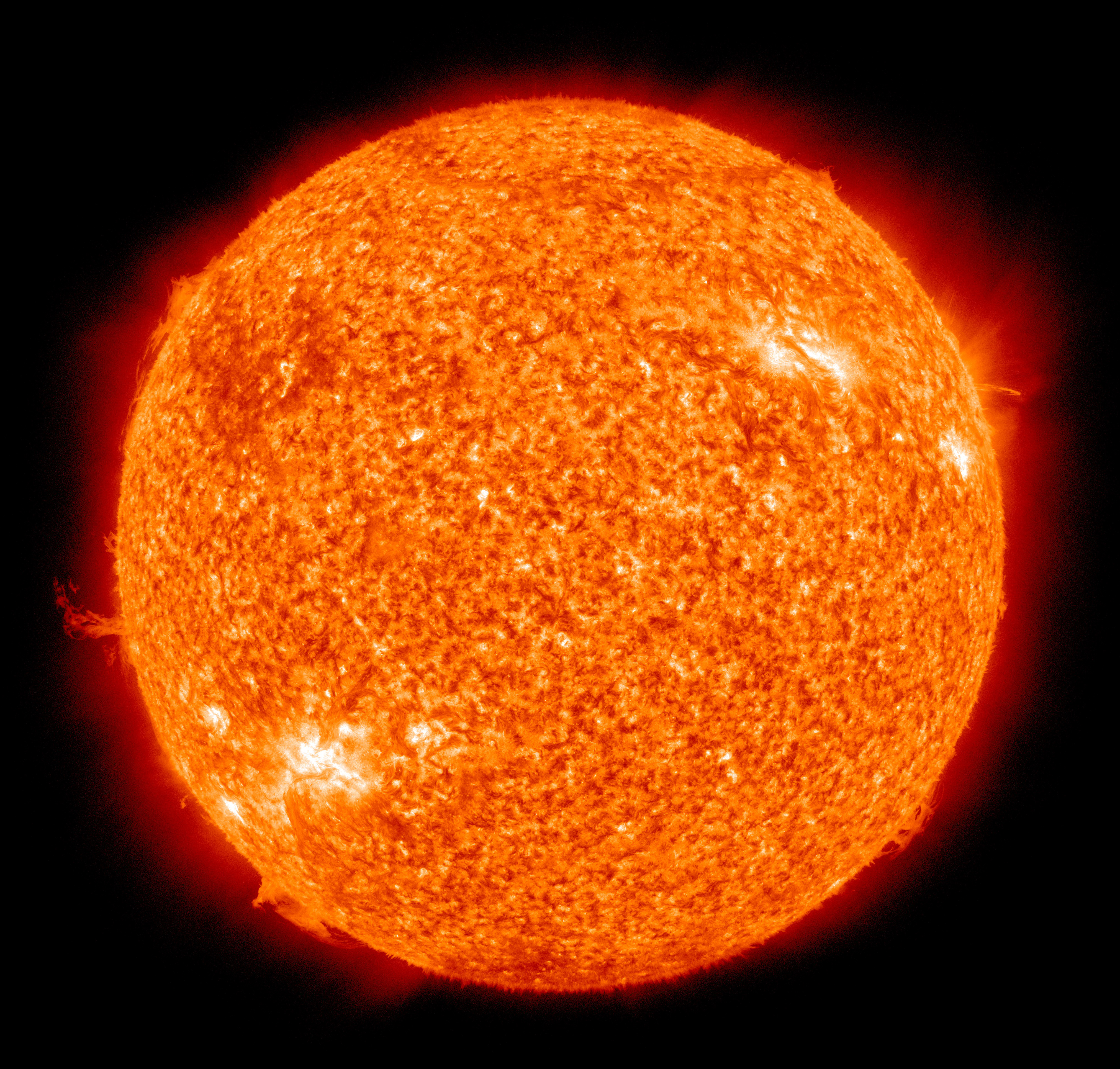
Ein Stern wie die Sonne gibt neben Licht auch Strahlung im extrem ultravioletten Bereich ab (Falschfarbendarstellung der Sonnenemission bei 30 nm)

Dass nahezu alle mit dem bloßen Auge sichtbaren selbstleuchtenden Himmelskörper sonnenähnliche Objekte sind, die nur wegen ihrer weiten Entfernung punktförmig erscheinen, ist eine der wichtigsten Erkenntnisse der modernen Astronomie. Etwa drei Viertel der Sterne sind Teil eines Doppelstern- oder Mehrfachsystems, viele haben ein Planetensystem. Gemeinsam entstandene Sterne bilden öfter Sternhaufen. Unter günstigen Bedingungen können mehrere Tausend Sterne freiäugig unterschieden werden. Diese gehören alle zur gleichen Galaxie wie die Sonne, zur Milchstraße, die insgesamt aus mindestens 100 Milliarden Sternen besteht. Die Milchstraße ist eine von etwa einer Billion Galaxien, insgesamt gibt es damit schätzungsweise hunderte Trilliarden Sterne.

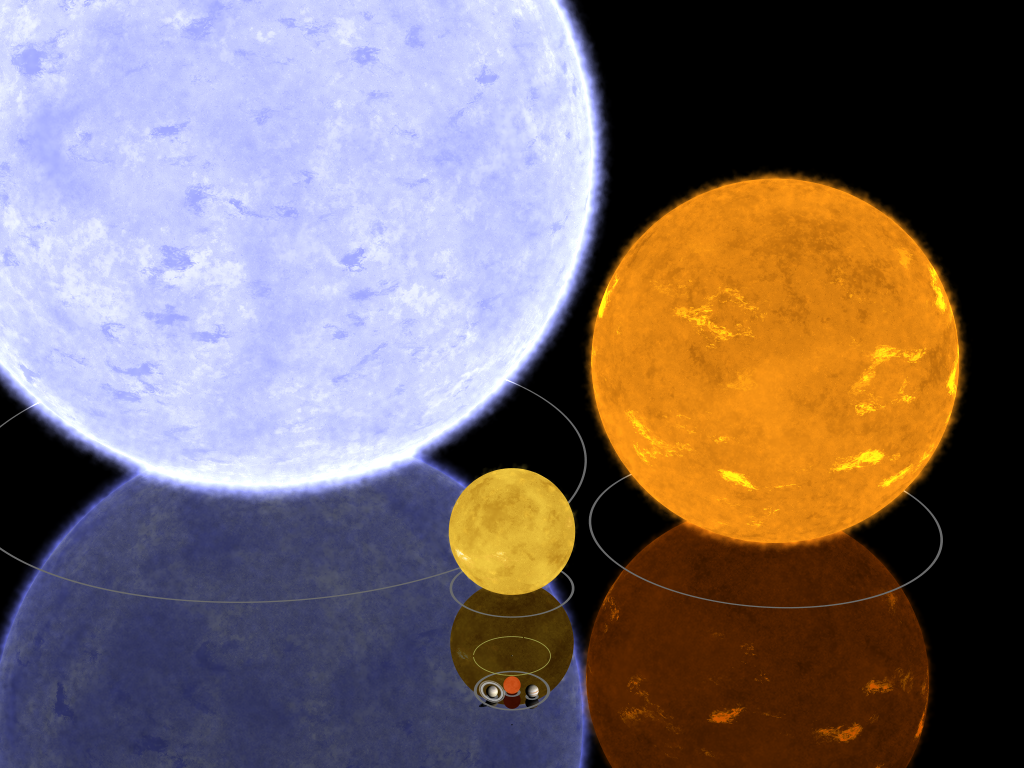
Sterne können unterschiedliche Größe, Leuchtkraft und Farbe haben – wie Bellatrix als Blauer Riese, Algol B als Roter Riese, die Sonne und OGLE-TR-122b, ein Roter Zwerg (unten, daneben die Gasplaneten Jupiter und Saturn)

Sterne entstehen aus Gaswolken – in bestimmten Gebieten (H-II-Gebiet) aus gasförmigen Molekülwolken – durch lokale starke Verdichtung in mehreren Phasen. Sie werden von der Schwerkraft ihrer eigenen Masse zusammengehalten und sind daher annähernd kugelförmig. Vor allem im Inneren sind Druck und Temperatur sehr hoch (mehrere Millionen Grad, beim Kern der Sonne bspw. knapp 16.000.000 Kelvin). Unter diesen Bedingungen wird dort durch Kernfusion Wasserstoff zu Helium verschmolzen, Energie wird freigesetzt. Ein Teil dieser Energie breitet sich über die glühende Sternoberfläche (mehrere tausend Grad heiß) hinaus weit in den Raum aus, vor allem als intensive Strahlung wie Licht, aber auch als Strom geladener Plasmateilchen (Sternwind).
Sterne können sich in Masse und Volumen erheblich unterscheiden, wie auch hinsichtlich Leuchtkraft und Farbe; im Verlauf der Entwicklung eines Sterns verändern sich diese Eigenschaften. Eine orientierende Klassifizierung der Sterne wird schon allein mit den beiden Merkmalen absolute Helligkeit und Spektraltyp möglich. Die Eigenschaften von Sternen sind auch von Bedeutung bei der Frage, ob ein sie umkreisender Planet Leben tragen könnte oder nicht (siehe habitable Zone).

## Etymologie
Althochdeutsch sterno, mittelhochdeutsch stern[e], schwedisch stjärna stehen neben anders gebildetem althochdeutsch sterro und mittelhochdeutsch sterre, englisch star. Außergermanisch sind z. B. griechisch astḗr, lateinisch stella verwandt. Die Wörter gehen auf indogermanisch stē̌r- „Stern“ zurück.
Das fachsprachliche Adjektiv zu Stern ist stellar.
Daneben wird ein von der Sonne angestrahlter Planet unseres Sonnensystems gemeinsprachlich auch Stern genannt, etwa Abendstern, obgleich er kein Stern wie die Sonne ist.

## Übersicht
Die meisten Sterne bestehen zu 99 % aus Wasserstoff und Helium in der Form von heißem Plasma. Ihre Strahlungsenergie wird im Sterninnern durch die stellare Kernfusion erzeugt und gelangt durch intensive Strahlung und Konvektion an die Oberfläche. Etwa 90 % der Sterne – die Hauptreihensterne – sind wie die Sonne in einem stabilen Gleichgewicht zwischen Gravitation, Strahlungs- und Gasdruck, in dem sie viele Millionen bis Milliarden Jahre verbleiben.

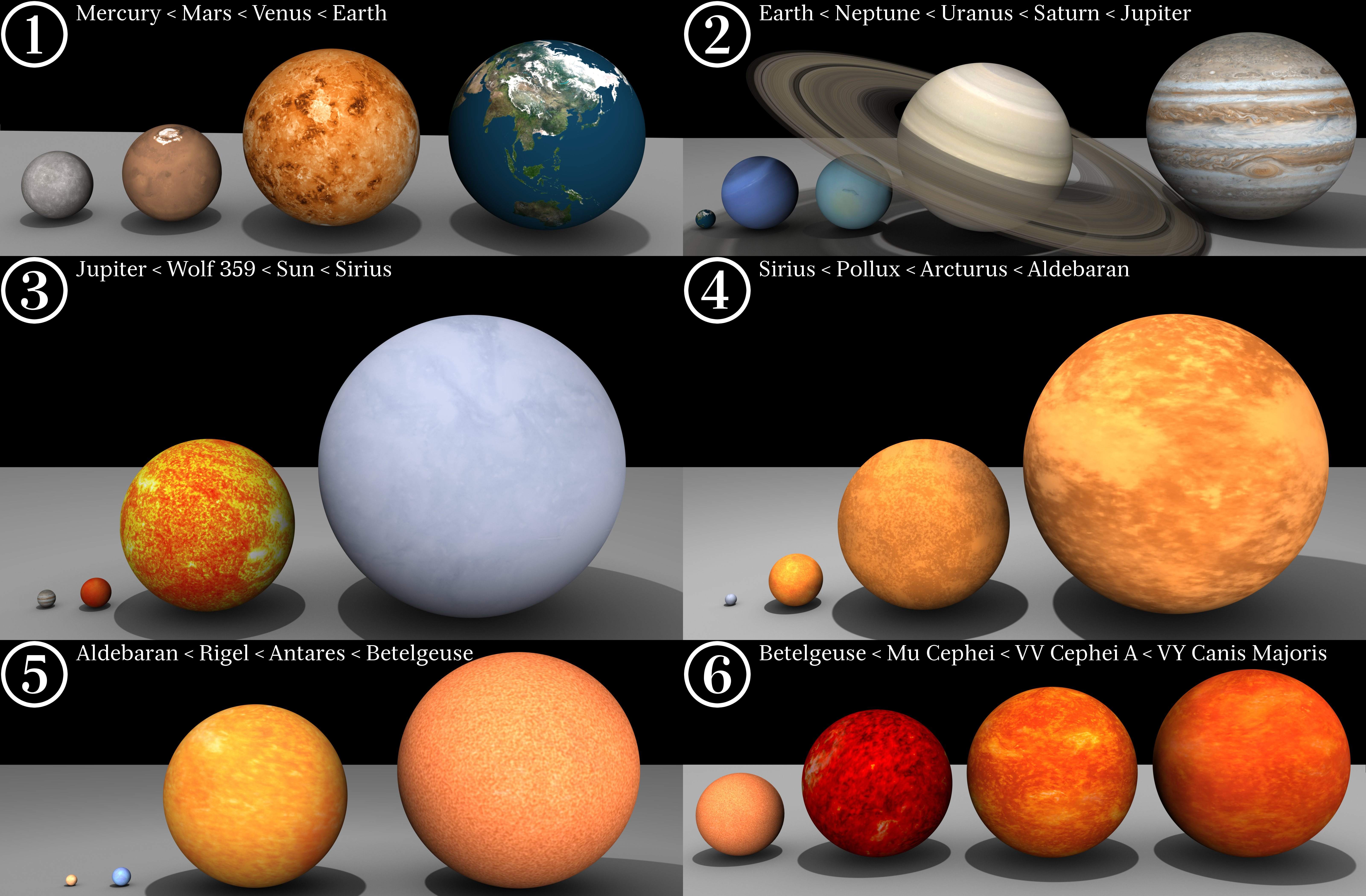
Himmelskörper im Größenvergleich
1: Merkur < Mars < Venus < Erde
2: Erde < Neptun < Uranus < Saturn < Jupiter
3: Jupiter < Wolf 359 < Sonne < Sirius
4: Sirius < Pollux < Arktur < Aldebaran
5: Aldebaran < Rigel < Antares < Beteigeuze
6: Beteigeuze < Granatstern < VV Cephei A < VY Canis Majoris

Danach blähen sie sich zu Riesensternen auf und schrumpfen schließlich zu Weißen Zwergen, als die sie langsam abkühlen. Auch diese sehr kompakten Endstadien der Sternentwicklung sowie die noch dichteren Neutronensterne werden zu den Sternen gezählt, obwohl sie nur mehr aufgrund ihrer Restwärme Strahlung abgeben.
Der nächste und am besten erforschte Stern ist die Sonne, das Zentrum des Sonnensystems. Noch im Mittelalter war unbekannt, dass die Sonne ein „normaler Stern“ ist, doch ahnten bereits antike Naturphilosophen, dass sie heißer als ein glühender Stein sein müsse. Die Sonne ist der einzige Stern, auf dem von der Erde aus Strukturen deutlich zu erkennen sind: Sonnenflecken, Sonnenfackeln und Sonneneruptionen.
Nur einige relativ nahe Überriesen wie Beteigeuze oder Mira werden in modernsten Teleskopen als Scheiben sichtbar, die grobe Ungleichförmigkeiten erkennen lassen können. Alle anderen Sterne sind dafür zu weit entfernt; sie erscheinen mit den zur Verfügung stehenden optischen Instrumenten als Beugungsscheibchen punktförmiger Lichtquellen.
Früher wurde zur Abgrenzung gegenüber Schweifsternen (Kometen) und Wandelsternen (Planeten) der Begriff der Fixsterne gebraucht. Doch liegen die Positionen von Sternen am Himmel nicht fest, sondern ihre Sternörter verschieben sich langsam gegeneinander. Die messbare Eigenbewegung ist verschieden groß und kann bei einem vergleichsweise nahen Stern wie Barnards Pfeilstern rund zehn Bogensekunden pro Jahr betragen (10,3″/a). In zehntausend Jahren werden daher manche der heutigen Sternbilder deutlich verändert sein.
Mit bloßem Auge sind am gesamten Himmel je nach Dunkelheit und atmosphärischen Bedingungen etwa 2000 bis 6000 Sterne zu erkennen, in Stadtnähe jedoch weniger als 1000. Der Anblick dieser scheinbar strukturlosen Lichtpunkte täuscht leicht darüber hinweg, dass Sterne nicht nur hinsichtlich ihrer Entfernung, sondern auch bezüglich der Variationsbreiten von Temperaturen, Leuchtkraft, Massendichte, Volumen und Lebensdauer immense Wertebereiche überspannen. So würde man die äußersten Schichten von roten Riesensternen nach den Kriterien irdischer Technik als Vakuum bezeichnen, während Neutronensterne dichter als Atomkerne sein können; bei einer Massendichte von 4·1015 kg/m³ wöge ein Löffel mit 12 cm³ davon etwa so viel wie das gesamte Wasser im Bodensee (48 km³). Den überaus verschiedenen Erscheinungsformen von Sternen entsprechen erhebliche Unterschiede ihrer inneren Struktur; zwischen den tiefenabhängig gegliederten Zonen finden oft turbulente Austauschvorgänge statt. Dieser Artikel bietet einen groben Überblick und verweist auf weiterführende Artikel.

## Sterne aus der Sicht des Menschen
Sterne haben in allen Kulturen eine wichtige Rolle gespielt und die menschliche Vorstellung inspiriert. Sie wurden religiös interpretiert und zur Kalenderbestimmung, später auch als Navigationssterne benutzt. In der Antike stellten sich die Naturphilosophen vor, dass die Fixsterne aus glühendem Gestein bestehen könnten, weil normales Kohlenfeuer für die auf so große Entfernung wirkende Hitze nicht auszureichen schien. Dass Sterne hingegen nur aus Gas bestehen, wurde erst vor etwa 300 Jahren erkannt – unter anderem durch verschiedene Deutungen der Sonnenflecke – und durch die im 19. Jahrhundert aufkommende Spektralanalyse bestätigt. Die ersten physikalisch fundierten Hypothesen zur Bildung von Sternen stammen von Kant und Laplace. Beide gingen von einem Urnebel aus, doch unterschieden sich ihre postulierten Bildungsvorgänge. Häufig werden beide Theorien jedoch zusammengefasst als Kant-Laplace-Theorie.

### Sternbilder und Sternbezeichnungen
Die im westlichen Kulturkreis bekannten Sternbilder gehen teilweise auf die Babylonier und die griechische Antike zurück. Die zwölf Sternbilder des Tierkreises bildeten die Basis der Astrologie. Aufgrund der Präzession sind die sichtbaren Sternbilder heute jedoch gegen die astrologischen Tierkreiszeichen um etwa ein Zeichen verschoben (Ausnahme: die vedische/indische Astrologie). Viele der heute bekannten Eigennamen wie Algol, Deneb oder Regulus entstammen dem Arabischen und Lateinischen.
Etwa ab 1600 nutzte die Astronomie die Sternbilder zur namentlichen Kennzeichnung der Objekte in den jeweiligen Himmelsregionen. Ein noch heute weit verbreitetes System zur Benennung der jeweils hellsten Sterne eines Sternbildes geht auf die Sternkarten des deutschen Astronomen Johann Bayer zurück. Die Bayer-Bezeichnung eines Sterns besteht aus einem griechischen Buchstaben gefolgt vom Genitiv des lateinischen Namens des Sternbilds, in dem der Stern liegt; so bezieht sich beispielsweise γ Lyrae auf den dritthellsten Stern im Sternbild Leier. Ein ähnliches System wurde vom britischen Astronomen John Flamsteed eingeführt: Die Flamsteed-Bezeichnung eines Sterns besteht aus einer vorangestellten, aufsteigend nach Rektaszension geordneten Zahl und wiederum dem Genitiv des lateinischen Namens des Sternbilds, wie zum Beispiel bei 13 Lyrae. Die Flamsteed-Bezeichnung wird oft dann gewählt, wenn für einen Stern keine Bayer-Bezeichnung existiert. Die meisten Sterne werden aber lediglich durch ihre Nummer in einem Sternkatalog identifiziert. Am gebräuchlichsten ist hierfür der SAO-Katalog mit rund 250.000 Sternen. In Buchform (100 Sterne pro Seite) umfasst er etwa 2.500 Seiten in 4 Bänden, ist aber auch als Datenbank verfügbar.
Es gibt eine Reihe von Firmen und sogar einige Sternwarten, die zahlenden Kunden anbieten, Sterne nach ihnen zu benennen. Diese Namen werden jedoch von niemandem außer der registrierenden Firma und dem Kunden anerkannt. Die Internationale Astronomische Union, die offiziell für Sternbenennungen zuständige Stelle, hat sich deutlich von dieser Praxis distanziert.

### Scheinbare Bewegung des Sternenhimmels
Da sich die Erde im Laufe eines Tages einmal um sich selbst dreht und im Laufe eines Jahres einmal um die Sonne kreist, ändert sich der Anblick des Himmels mit Sternen und Sternbildern für den Beobachter auf der Erde sowohl im Verlauf einer Nacht wie auch mit den Jahreszeiten.

Blickrichtung nach Norden

Für den Beobachter auf der Nordhalbkugel der Erde (nördlich des Erdäquators) gilt: Bei Blickrichtung nach Norden dreht sich während der Nacht der Sternhimmel im Gegenuhrzeigersinn um den Polarstern. Bei Blickrichtung nach Süden verlaufen die scheinbaren Sternbahnen andersherum (weil der Beobachter andersherum steht): Die Sterne und der Sternhimmel bewegen sich im Uhrzeigersinn von links (Osten) nach rechts (Westen). Auch im Ablauf eines Jahres gilt die gleiche, nur 365-mal langsamere Bewegung, wenn man immer zur selben Uhrzeit auf den Himmel schaut: im Norden gegen den Uhrzeiger, im Süden von links nach rechts. Der Sternenhimmel kann dabei – ausgenommen die Stellungen der Planeten und des Mondes – sehr ähnliche Bilder zeigen: Beispielsweise ist der Anblick am 31. Oktober um 4:00 Uhr fast gleich dem am 31. Dezember um 24:00 Uhr oder dem am 2. März um 20:00 Uhr. Das bedeutet, dass eine Uhrzeit-Veränderung von vier Stunden (ein sechstel Tag) einer Kalender-Veränderung von rund 60 Tagen (ein sechstel Jahr) entspricht.
Für den Beobachter auf der Südhalbkugel der Erde (südlich des Erdäquators) gilt: Bei Blickrichtung nach Süden dreht sich der Sternenhimmel im Uhrzeigersinn um den Himmelssüdpol. Bei Blickrichtung nach Norden verlaufen die scheinbaren Sternbahnen andersherum: Die Sterne bewegen sich im Gegenuhrzeigersinn von rechts (Osten) nach links (Westen). Auch im Verlauf eines Jahres ergibt sich bei Blick nach Süden die gleiche Bewegung, nur langsamer, im Uhrzeigersinn. Bei Blick nach Norden ist die scheinbare Bewegung wieder im Gegenuhrzeigersinn von rechts nach links.

### Verteilung der Sterne am Himmel
Der erdnächste Stern ist die Sonne. Der nächste Fixstern in klassischem Sinn ist Proxima Centauri, er befindet sich in einer Entfernung von 4,22 Lichtjahren (Lj). Der nach der Sonne am hellsten erscheinende Stern ist Sirius mit einer scheinbaren Helligkeit von −1,46m, gefolgt von etwa 20 Sternen erster Größe. Die Leuchtkraft des 8,6 Lj entfernten Sirius ist etwa 25-mal stärker als die der Sonne, und über tausendmal schwächer als die von Deneb. Alle mit bloßem Auge erkennbaren Sterne gehören der Milchstraße an. Sie konzentrieren sich – zusammen mit über 100 Milliarden schwächeren, freiäugig nicht sichtbaren Sternen – in einem Band quer über den Nachthimmel, das die Ebene der Milchstraße markiert. Der am weitesten vom Sonnensystem entfernte bekannte Stern ist Earendel in einer Entfernung von 12,9 Milliarden Lichtjahren im Sternbild Walfisch, der Anfang 2022 mit dem Hubble-Weltraumteleskop entdeckt werden konnte.

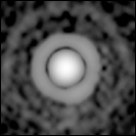
Bild eines Sterns bei hoher Vergrößerung (hier der etwa 330 Lj. entfernte R Leonis). Zu sehen sind neben dem unaufgelösten Bild des Sterns auch die Beugungsscheibchen der Punktquelle.

Sterne erscheinen wegen ihrer riesigen Entfernung nur als Lichtpunkte am Himmel, die bei der Abbildung durch das Auge oder Teleskop zu Beugungsscheibchen verschmieren. Je größer die Apertur, desto kleiner sind die Beugungsringe (siehe Bild). Nur die beiden recht nahen Riesensterne Beteigeuze und Mira liegen mit einem scheinbaren Durchmesser von ca. 0,03" an der Auflösungsgrenze des Hubble-Weltraumteleskops und erscheinen dort als unstrukturierte Fläche.
Das Flackern der Sterne, die Szintillation, das meist beim Beobachten mit bloßem Auge sichtbar ist, beruht auf Turbulenzen in der Erdatmosphäre. Es hat nichts mit den Leuchteigenschaften der Sterne zu tun.
Mit bloßem Auge sind unter optimalen Bedingungen Sterne der sechsten Größenklasse erkennbar. Am irdischen Nachthimmel sind dies maximal 5000, das heißt, auf der sichtbaren Himmelshälfte rund 2000. Diese Zahl gilt für völlig klare Luft und sinkt durch die industrielle und städtische Lichtverschmutzung oft auf nur 300 bis 500, in den Stadtzentren sogar auf 50 bis 100 Sterne.

## Vorkommen und Eigenschaften
Die Astronomie hat in den letzten hundert Jahren zunehmend auf Methoden der Physik zurückgegriffen. So beruht ein großer Teil des Wissens über Sterne aus theoretischen Sternmodellen, deren Qualität an der Übereinstimmung mit den astronomischen Beobachtungen gemessen wird. Umgekehrt ist die Erforschung der Sterne aufgrund der enormen Vielfalt der Phänomene und der Spannweite der beteiligten Parameter auch für die physikalische Grundlagenforschung von großer Bedeutung.

### Räumliche Verteilung und Dynamik der Sterne

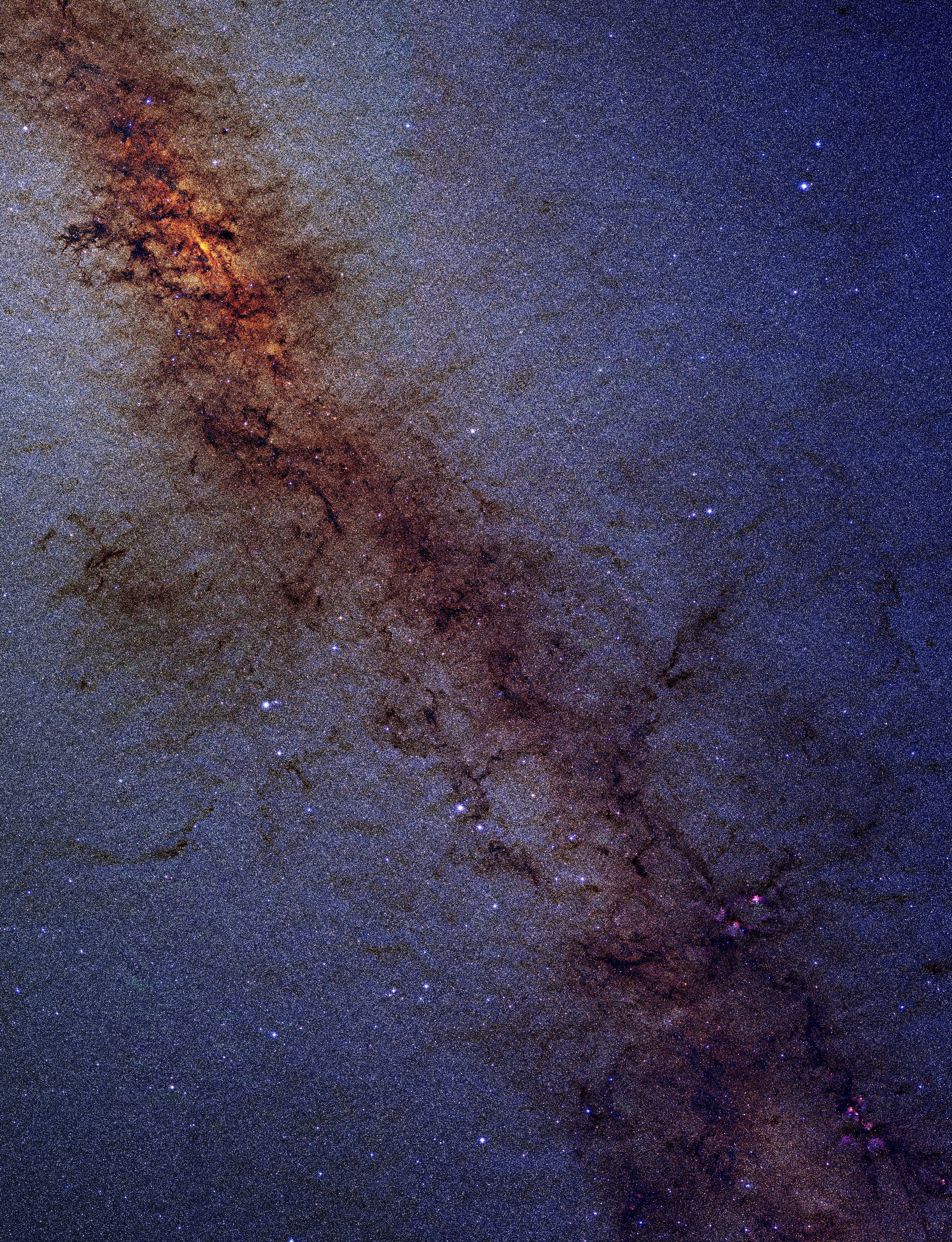
Die Milchstraße. Allein in diesem spektakulären Feld hat die 2MASS Analyse-Software fast 10 Millionen Sterne identifiziert und ihre Eigenschaften gemessen.

Fast alle Sterne finden sich in Galaxien. Galaxien bestehen aus einigen Millionen bis zu Hunderten von Milliarden Sternen und sind ihrerseits in Galaxienhaufen angeordnet. Nach Schätzungen der Astronomen gibt es im gesamten sichtbaren Universum etwa 100 Milliarden solcher Galaxien mit insgesamt etwa 70 Trilliarden (7 × 1022) Sternen. Aufgrund der Gravitation umkreisen Sterne das Zentrum ihrer Galaxie mit Geschwindigkeiten im Bereich von einigen Dutzend km/s und benötigen typischerweise für einen Umlauf mehrere 100.000 Jahre bis 200 Millionen Jahre (vgl. Galaktisches Jahr). Zum Zentrum hin stellen sich jedoch deutlich kürzere Umlaufzeiten ein. Die Sterne sind innerhalb einer Galaxie nicht völlig gleichmäßig verteilt, sondern bilden teilweise offene Sternhaufen wie beispielsweise die Plejaden, auch Siebengestirn genannt, oder Kugelsternhaufen, die sich im Halo von Galaxien befinden. Darüber hinaus stehen sie im galaktischen Zentrum deutlich dichter als in den Randbereichen.
Die längste Liste von bekannten Sternen, der Tycho-2-Katalog, zählt 2.539.913 Sterne (Stand 2015) und listet deren Position, Bewegung und photometrische Information. Bis zur Magnitude +11,0 hält man den Katalog für 99,9 % vollständig. Er ist das Ergebnis der Hipparcos-Satellitenmission und deren systematischer Durchmusterung des Himmels. Die Nachfolgemission zu Hipparcos ist die Gaia-Satellitenmission. Dieser Satellit sammelt seit 2013 Daten und soll den bestehenden Datensatz erheblich erweitern.

### Zustandsgrößen der Sterne

Standardmodell der Sternstruktur nach Robert Emden mit den Werten der relativen Zustandsgrößen Temperatur, Dichte, Masse der äußeren Kugelschale und Druck.

Farben-Helligkeits-Diagramm, schematisch. Die logarithmische Helligkeitsskala erstreckt sich über mehr als vier Zehnerpotenzen. Links befindet sich der blaue und rechts der rote Spektralbereich. Das eingezeichnete Linienfeld markiert Spektralklassen B0 bis M0 und Helligkeitsklassen Ia bis V.

Sterne lassen sich mit wenigen Zustandsgrößen nahezu vollständig charakterisieren. Die wichtigsten nennt man fundamentale Parameter. Dazu zählen:
- Oberflächentemperatur
- Schwerebeschleunigung an der Oberfläche
- Masse (wichtigster Parameter), meist in Einheiten der Sonnenmasse

sowie, je nach Zusammenhang:
- Radius
- Dichte
- absolute Helligkeit (Leuchtkraft)
- Metallizität (Häufigkeit chemischer Elemente schwerer als Helium)
- Rotationsgeschwindigkeit
- Eigenbewegung

Die Oberflächentemperatur, die Schwerebeschleunigung und die Häufigkeit der chemischen Elemente an der Sternoberfläche lassen sich unmittelbar aus dem Sternspektrum ermitteln. Ist die Entfernung eines Sterns bekannt, beispielsweise durch die Messung seiner Parallaxe, so kann man die Leuchtkraft über die scheinbare Helligkeit berechnen, die durch Fotometrie gemessen wird. Aus diesen Informationen können schließlich der Radius und die Masse des Sterns berechnet werden. Die Rotationsgeschwindigkeit v am Äquator kann nicht direkt bestimmt werden, sondern nur die projizierte Komponente {\displaystyle v\cdot \sin i} mit der Inklination i, die die Orientierung der Rotationsachse beschreibt.
Mehr als 99 Prozent aller Sterne lassen sich eindeutig einer Spektralklasse sowie einer Leuchtkraftklasse zuordnen. Diese fallen innerhalb des Hertzsprung-Russell-Diagramms (HRD) oder des verwandten Farben-Helligkeits-Diagramms in relativ kleine Bereiche, deren wichtigster die Hauptreihe ist. Durch eine Eichung anhand der bekannten Zustandsgrößen einiger Sterne erhält man die Möglichkeit, die Zustandsgrößen anderer Sterne unmittelbar aus ihrer Position in diesem Diagramm abzuschätzen. Die Tatsache, dass sich fast alle Sterne so einfach einordnen lassen, bedeutet, dass das Erscheinungsbild der Sterne von nur relativ wenigen physikalischen Prinzipien bestimmt wird.
Im Verlauf seiner Entwicklung bewegt sich der Stern im Hertzsprung-Russell-Diagramm. Die zugehörige Bahn eines Sternes in diesem Diagramm ist weitgehend durch eine einzige Größe festgelegt, nämlich seine anfängliche Masse. Dabei verharren die Sterne die meiste Zeit auf der Hauptreihe, entwickeln sich im Spätstadium zu Roten Riesen und enden teilweise als Weiße Zwerge. Diese Stadien werden im Abschnitt über die Sternentwicklung näher beschrieben.
Der Wertebereich einiger Zustandsgrößen überdeckt viele Größenordnungen. Die Oberflächentemperaturen von Hauptreihensternen reichen von etwa 2200 K bis 45.000 K, ihre Massen von 0,07 bis 120 Sonnenmassen und ihre Radien von 0,1 bis 25 Sonnenradien. Rote Riesen sind deutlich kühler und können so groß werden, dass die komplette Erdbahn in ihnen Platz hätte. Weiße Zwerge haben Temperaturen bis zu 100.000 K, sind aber nur so klein wie die Erde, obwohl ihre Masse mit der der Sonne vergleichbar ist. Die Masse von Sternen der Hauptreihe kann durch die Masse-Leuchtkraft-Relation abgeschätzt werden.
Die Eigenbewegung eines Sterns schließlich ist der Geschwindigkeitsvektor in Bezug auf die Position der Sonne. Typische Eigenbewegungen liegen zwischen 10 und 100 Kilometern pro Sekunde. Diese ist meist auch eine Eigenschaft der Umgebung des Sterns, d. h. Sterne befinden sich meist in Ruhe in ihrer eigenen Umgebung. Das rührt daher, dass Sterne in Gruppen aus großen Gaswolken entstehen. Durch zufällige Prozesse wie beispielsweise Sternbegegnungen in dichten Kugelsternhaufen oder mögliche Supernova-Explosionen in ihrer Umgebung können Sterne überdurchschnittliche Eigengeschwindigkeiten erhalten (so genannte runaway stars oder Hyperschnellläufer). Die jeweilige Geschwindigkeit geht aber nie über Werte von wenigen hundert Kilometern pro Sekunde hinaus. Die erste Entdeckung von Sternen, die aufgrund ihrer Eigenbewegung die Milchstraße verlassen werden, wurde in den letzten Jahren gemacht. Momentan sind elf dieser Sterne bekannt, die großteils durch nahe Begegnungen mit dem Schwarzen Loch im galaktischen Zentrum ihren Impuls bekommen haben.

## Sternentwicklung
Die Entwicklung eines Sterns im Zeitverlauf wird auch als Stellare Evolution bezeichnet. Wie auch die „Lebensdauer“ des Sterns hängt sie stark von dessen Anfangsmasse ab, die die nach und nach ablaufenden Fusionsprozesse weitgehend vorherbestimmt. Durch die abgegebene Strahlung verliert ein Stern ständig Energie, die durch interne Prozesse nachgeliefert werden muss: Meistens (tatsächlich ist der Stern immer im „Schrumpfprozess“, was bedeutet, seine Masse konzentriert sich immer mehr zum Zentrum hin) passiert das durch kurzzeitige Kontraktionsprozesse, welche durch langanhaltende, energiefreisetzende Fusionsprozesse unterbrochen werden.

### Entstehung
Ein großer Anteil der Sterne ist im Frühstadium des Universums vor über 10 Milliarden Jahren entstanden. Aber auch heute bilden sich noch Sterne. Die typische Sternentstehung verläuft nach folgendem Schema:

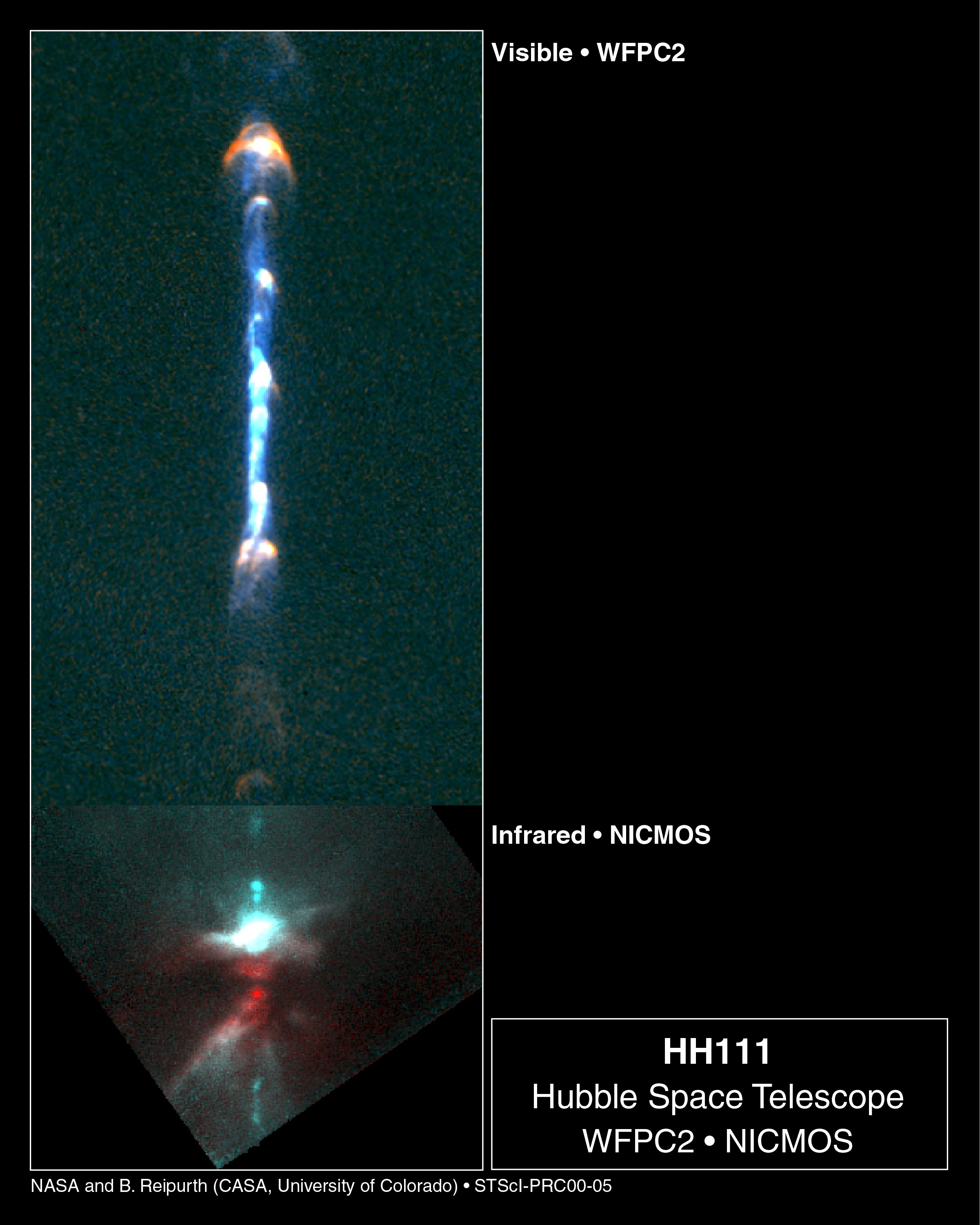
Aufnahmen eines entstehenden Sterns: oben ein leuchtender Jet von 12 Lichtjahren Länge in einer optischen Aufnahme, in der unteren Infrarotaufnahme die Staubscheibe, deren Rand als Balken in der Mitte eines dunklen Doppelkegels erkennbar ist.

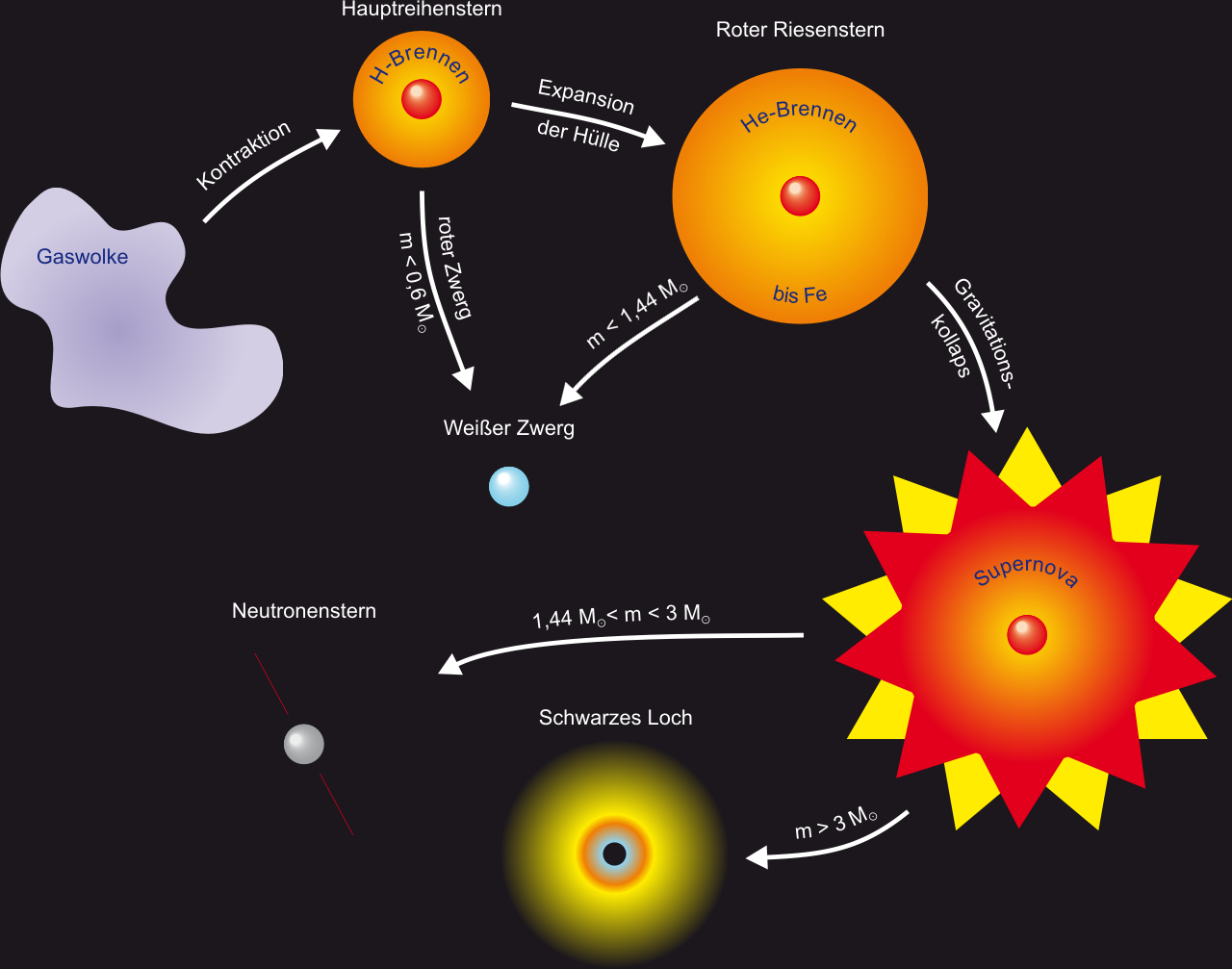
Schematische Übersicht der Lebensphasen eines Sternes

1. Ausgangspunkt für die Sternentstehung ist eine Gaswolke (meist Molekülwolke), die überwiegend aus Wasserstoff besteht, und die aufgrund ihrer eigenen Schwerkraft kollabiert. Das geschieht, wenn die Schwerkraft den Gasdruck dominiert, und damit das Jeans-Kriterium erfüllt ist. Auslöser können z. B. die Druckwelle einer nahen Supernova, Dichtewellen in der interstellaren Materie oder der Strahlungsdruck bereits entstandener Jungsterne sein.
2. Durch die weitere Verdichtung der Gaswolke entstehen einzelne Globulen (räumlich eng begrenzte Staub- und Gaswolken), aus denen anschließend die Sterne hervorgehen: Dabei entstehen die Sterne selten isoliert, sondern eher in Gruppen. Die Periode der Kontraktion dauert insgesamt etwa 10 bis 15 Millionen Jahre.
3. Bei der weiteren Kontraktion der Globulen nimmt die Dichte zu und wegen der freiwerdenden Gravitationsenergie (wie des damit erhöhten Gravitationsdrucks) steigt die Temperatur weiter an (Virialsatz; die kinetische Energie der Teilchen entspricht der Temperatur). Der freie Kollaps kommt zum Stillstand, wenn die Wolke im Farben-Helligkeits-Diagramm die so genannte Hayashi-Linie erreicht, die das Gebiet abgrenzt, innerhalb dessen überhaupt stabile Sterne möglich sind. Danach bewegt sich der Stern im Farben-Helligkeits-Diagramm zunächst entlang dieser Hayashi-Linie, bevor er sich auf die Hauptreihe zubewegt, wo das sogenannte Wasserstoffbrennen einsetzt, das heißt die stellare Kernfusion von Wasserstoff zu Helium durch den Bethe-Weizsäcker-Zyklus oder die Proton-Proton-Reaktion. Als Folge des Drehimpulses der Globule bildet sich eine Scheibe aus, die den jungen Stern umkreist, und aus der er weiter Masse akkretiert. Aus dieser Akkretionsscheibe können ein oder mehrere Sterne sowie Planeten entstehen. Diese Phase der Sternentwicklung ist jedoch bisher noch nicht so gut verstanden. Aus der Ebene der Scheibe wird die Ekliptik. Bei der Akkretion aus der Scheibe bilden sich auch in beide Richtungen der Polachsen Materie-Jets (siehe Bild), die eine Länge von über 10 Lichtjahren erreichen können.

Massereiche Sterne entstehen seltener als massearme. Dies wird beschrieben durch die Ursprüngliche Massenfunktion. Je nach Masse ergeben sich verschiedene Szenarien der Sternentstehung:
- Oberhalb einer gewissen Grenzmasse können Sterne durch den Akkretionsprozess vermutlich gar nicht entstehen, da diese Sterne bereits im Akkretionsstadium einen dermaßen starken Sternwind produzieren würden, dass der Massenverlust die Akkretionsrate übersteigen würde. Sterne dieser Größe, wie beispielsweise die blauen Nachzügler (engl. blue stragglers), entstehen vermutlich durch Sternkollisionen.
- Massereiche und damit heiße Sterne mit mehr als 8 Sonnenmassen kontrahieren vergleichsweise schnell. Nach der Zündung der Kernfusion treibt die UV-reiche Strahlung die umgebende Globule schnell auseinander und der Stern akkretiert keine weitere Masse. Sie gelangen deshalb sehr schnell auf die Hauptreihe im Hertzsprung-Russell-Diagramm. Der mit 265 Sonnenmassen schwerste bislang entdeckte Stern mit Kurzbezeichnung R136a1 ist etwas über eine Million Jahre alt und befindet sich in einem Sternhaufen im Tarantelnebel der Großen Magellanschen Wolke.[10] Bei seiner Entstehung könnte der Stern bis zu 320 Sonnenmassen gehabt haben.[11]
- Sterne zwischen etwa 3 und 8 Sonnenmassen durchlaufen eine Phase, in der sie Herbig-Ae/Be-Sterne genannt werden. In dieser Phase befindet sich der Stern schon auf der Hauptreihe, akkretiert aber noch einige Zeit Masse.
- Masseärmere Sterne zwischen 0,07 und 3 Sonnenmassen bleiben nach der Zündung der Kernfusion noch einige Zeit in die Globule eingebettet und akkretieren weiter Masse. In dieser Zeit sind sie nur im infraroten Spektralbereich erkennbar. Während sie sich der Hauptreihe annähern, durchlaufen sie das Stadium der T-Tauri-Sterne.
- Objekte zwischen 13 und 75 Jupitermassen (oder 0,07 Sonnenmassen) erreichen ebenfalls die nötige Temperatur, um eine Kernfusion zu zünden, allerdings nicht die Fusion von Wasserstoff, sondern nur die von primordial in geringen Mengen vorhandenem Deuterium, ab 65 Jupitermassen auch von Lithium. Diese Objekte werden Braune Zwerge genannt und sind hinsichtlich ihrer Masse zwischen den planetaren Gasriesen (bis 13 MJ) und Sternen angesiedelt. Da der Brennstoffvorrat nicht ausreicht, die Kontraktion nennenswert aufzuhalten, werden Braune Zwerge als substellare Objekte bezeichnet.[12]

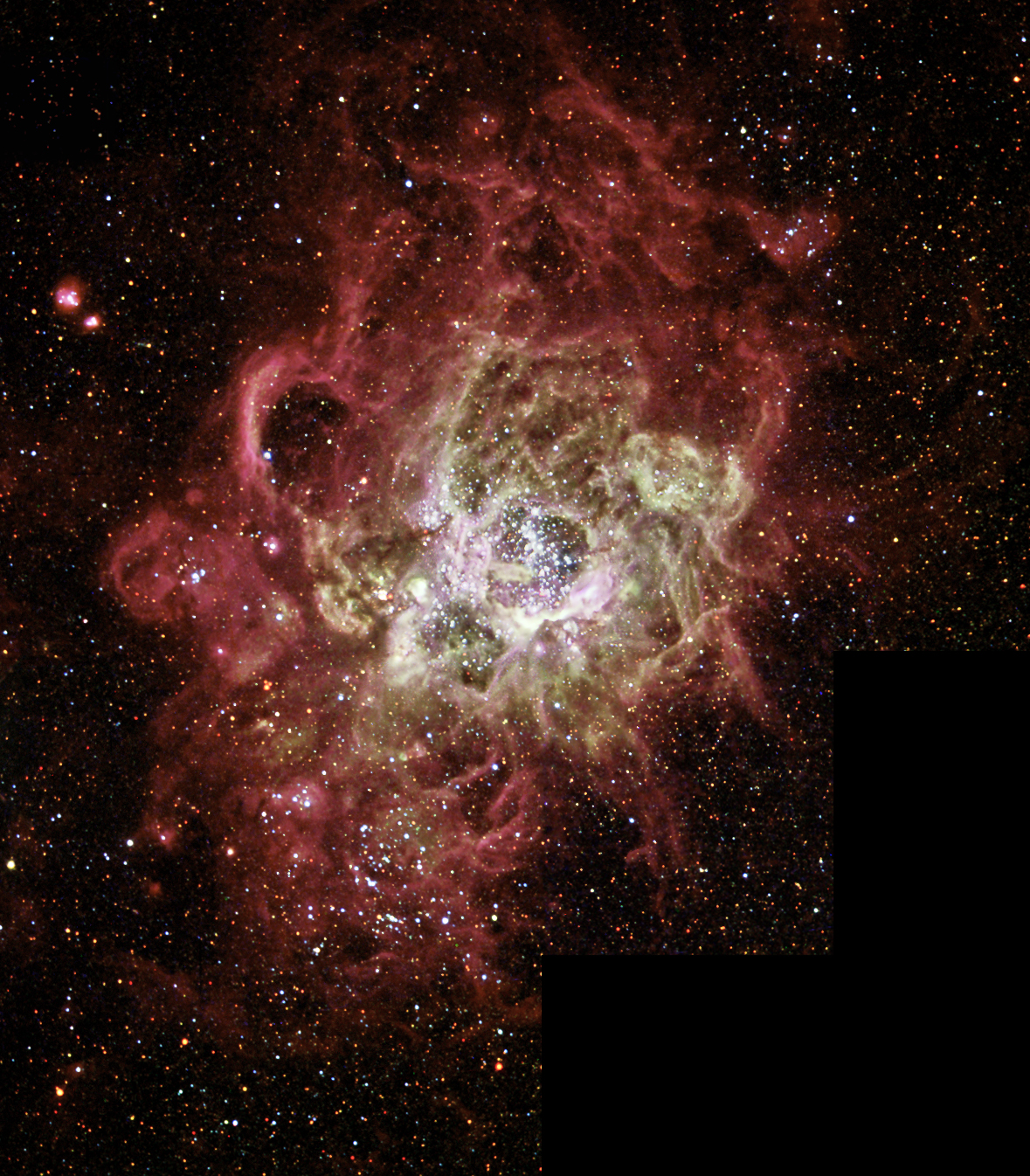
Aktives Sternentstehungsgebiet NGC604 mit einem Durchmesser von 1.300 Lichtjahren im Dreiecksnebel M33

Aus einer Globule kann sowohl ein Doppel- oder Mehrfachsternsystem als auch ein einzelner Stern entstehen. Wenn sich Sterne in Gruppen bilden, können aber auch unabhängig voneinander entstandene Sterne durch gegenseitigen Einfang Doppel- oder Mehrfachsternsysteme bilden. Man schätzt, dass etwa zwei Drittel aller Sterne Bestandteil eines Doppel- oder Mehrfachsternsystems sind.
Im Frühstadium des Universums standen für die Sternentstehung nur Wasserstoff und Helium zur Verfügung. Diese Sterne zählt man zur so genannten Population III, sie waren zu massereich und somit zu kurzlebig, um bis heute zu existieren. Die nächste Generation, Population-II-Sterne genannt, existieren noch heute, man findet sie vor allem im Halo der Milchstraße, aber auch in Sonnennähe wurden sie nachgewiesen. Sterne, die später entstanden sind, enthalten von Anfang an einen gewissen Anteil an schweren Elementen, die in früheren Sterngenerationen durch Kernreaktionen erzeugt wurden und beispielsweise über Supernova-Explosionen die interstellare Materie mit schweren Elementen anreicherten. Die meisten Sterne in der Scheibe der Milchstraße gehören dazu. Man bezeichnet sie als Sterne der Population I.
Ein Beispiel für eine aktive Sternentstehungsregion ist NGC 3603 im Sternbild Kiel des Schiffs in einer Entfernung von 20.000 Lichtjahren. Sternentstehungsprozesse werden im Infraroten und im Röntgenbereich beobachtet, da diese Spektralbereiche durch die umgebenden Staubwolken kaum absorbiert werden, anders als das sichtbare Licht. Dazu werden Satelliten eingesetzt wie beispielsweise das Röntgenteleskop Chandra.

### Hauptreihenphase

Das Farben-Helligkeits-Diagramm gleichzeitig entstandener Sterne unterschiedlicher Massen enthält einen Abzweigepunkt, der das Alter der Gruppe widerspiegelt. Oberhalb dieses Punktes haben sich die Sterne bereits von der Hauptreihe fortentwickelt.

Der weitere Verlauf der Sternentwicklung wird im Wesentlichen durch die Masse bestimmt. Je größer die Masse eines Sternes ist, desto kürzer ist seine Brenndauer. Die massereichsten Sterne verbrauchen in nur wenigen hunderttausend Jahren ihren gesamten Brennstoff. Ihre Strahlungsleistung übertrifft dabei die der Sonne um das Hunderttausendfache oder mehr. Die Sonne dagegen hat nach 4,6 Milliarden Jahren noch nicht einmal die Hälfte ihrer Hauptreihenphase hinter sich gebracht. Die massearmen Roten Zwerge entwickeln sich noch wesentlich langsamer. Da die Roten Zwerge ein Alter von mehreren 10 Milliarden bis hin zu Billionen von Jahren erreichen und das Universum erst etwa 14 Milliarden Jahre alt ist, hat von den masseärmsten Sternen auch noch kein einziger die Hauptreihe verlassen können.
Neben der Masse ist der Anteil an schweren Elementen von Bedeutung. Neben seinem Einfluss auf die Brenndauer bestimmt er, ob sich beispielsweise Magnetfelder bilden können oder wie stark der Sternwind wird, der zu einem erheblichen Massenverlust im Laufe der Sternentwicklung führen kann. Die folgenden Entwicklungsszenarien beziehen sich auf Sterne mit solaren Elementhäufigkeiten, wie sie für die meisten Sterne in der Scheibe der Milchstraße üblich sind. In den magellanschen Wolken beispielsweise, zwei Zwerggalaxien in der Nachbarschaft der Milchstraße, haben die Sterne jedoch einen deutlich geringeren Anteil an schweren Elementen.
Sterne verbringen nach ihrer Entstehung den größten Teil ihrer Brenndauer (etwa 90 Prozent ihrer Lebenszeit) auf der Hauptreihe. Während dieser Dauer wird im Kern der Sterne gleichmäßig Wasserstoff zu Helium fusioniert – je nach Masse entweder hauptsächlich über die Proton-Proton-Kette oder den Bethe-Weizsäcker-Zyklus (CNO-Zyklus). Die schwereren Sterne sind dabei heißer und heller und befinden sich links oben im Farben-Helligkeits-Diagramm, die leichteren rechts unten bei den kühleren mit geringerer Leuchtkraft. Im Verlauf dieser Hauptreihenphase werden die Sterne langsam  heller und bewegen sich weg von der Alter-Null-Hauptreihe. Dies trifft auch auf die Sonne zu, die heute etwa 40 Prozent heller ist als bei ihrer Entstehung und in ihrer weiteren Entwicklung bis in 4,6 Mrd. Jahren auch noch einmal um 40 % heller wird („Faustregel“: etwa 1 % Leuchtkraftzunahme alle 100 Mio. Jahre).
Die Kernfusion von Wasserstoff zu Helium findet dabei nur in einem Zentralbereich des Sternes statt, wo Temperaturen von 5 Mio. K (sehr massearme Sterne) bis über 40 Mio. K herrschen, der nur einen winzigen Teil seines Gesamtvolumens einnimmt, jedoch einen größeren Teil seiner Masse enthält: Bei der Sonne beträgt die Masse des winzigen Kerns ungefähr 10 % der Gesamtmasse und auch nur diese 10 % stehen während der Hauptreihenphase als „Brennstoff“ zur Verfügung: Die Sonne ist eben keine brodelnde Gaskugel, sie durchmischt sich bis auf die dünne Konvektionszone an der Oberfläche nicht. Bei nur wenig massereicheren Sternen (der Übergang zwischen p-p-Kette und CNO-Zyklus findet zwischen 1,12 und 1,3 Sonnenmassen statt) ist wegen der stärkeren Temperaturabhängigkeit des CNO-Zyklus die Energieerzeugung sogar noch stärker zum Zentrum konzentriert und aufgrund des größeren Energieflusses haben diese Sterne konvektive Kerne. Die Temperatur beträgt dort über 18 Millionen Kelvin. Im Kern reichern sich auch die Fusionsprodukte an. Der Energietransport an die Sternoberfläche dauert mehrere hunderttausend Jahre. Er findet über Strahlungstransport oder Konvektion statt, Wärmeleitung spielt dagegen keine Rolle. Den Bereich, der die Strahlung in den Weltraum abgibt, nennt man die Sternatmosphäre. Ihre Temperatur beträgt mehrere tausend bis mehrere zehntausend Kelvin. So weist beispielsweise ein Stern mit 30 Sonnenmassen eine typische Oberflächentemperatur von 40.000 K auf. Er gibt daher fast ausschließlich UV-Strahlung ab und nur etwa 3 % sichtbares Licht. Umgekehrt haben Rote Riesen, Rote Überriesen und die masseärmsten Hauptreihensterne niedrige Oberflächentemperaturen von manchmal sogar unter 3.000 K, weshalb sie die meiste Energie im für uns unsichtbaren Infrarot aussenden.

### Spätstadien

#### Letzte Brennphasen

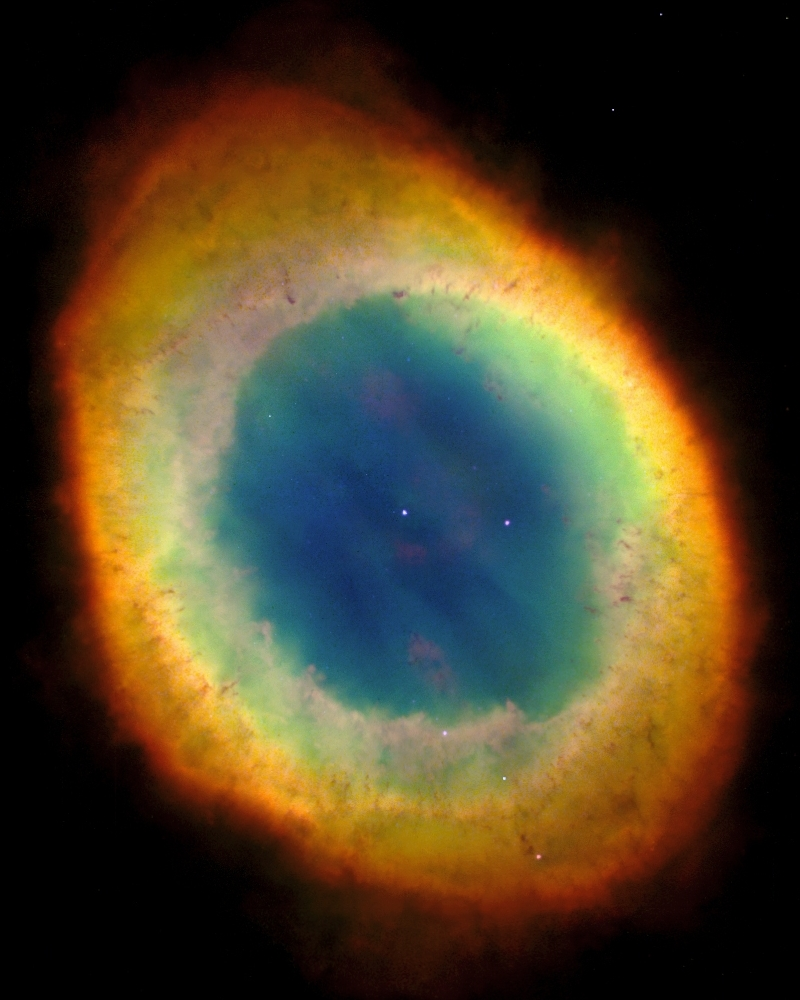
Planetarischer Nebel Messier 57 (Ringnebel) mit einem Durchmesser von etwa einem Lichtjahr

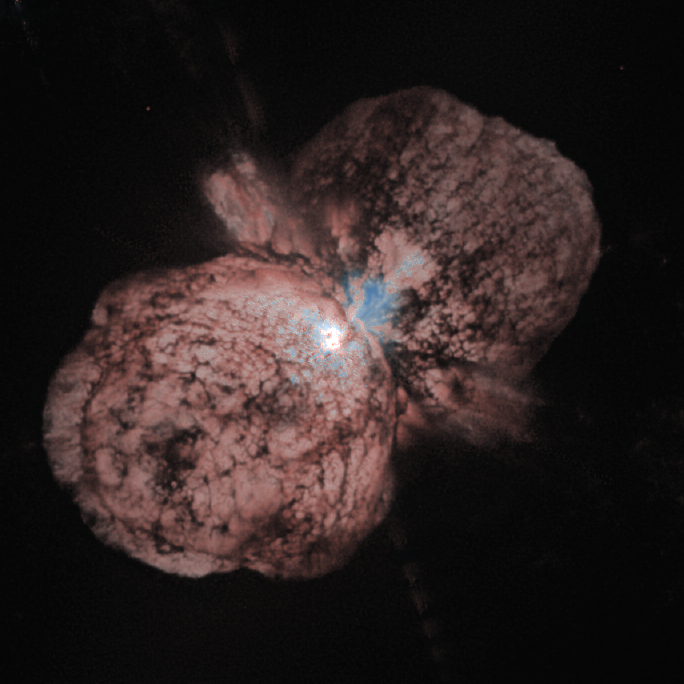
Nebel um den extrem massereichen Stern Eta Carinae mit einem Längsdurchmesser von etwa 0,5 Lichtjahren

Bei genügend hoher Temperatur und ausreichend hohem Druck beginnen die beim Wasserstoffbrennen erbrüteten Heliumkerne im Kern des Sterns zu fusionieren. Das Wasserstoffbrennen wird dabei nicht ausgesetzt, sondern läuft in einer Schale um den Helium brennenden Kern weiter. Damit einher geht, dass der Stern die Hauptreihe im Hertzsprung-Russell-Diagramm verlässt. Das Zünden des Heliumbrennens ist aber nur für Sterne hinreichender Masse möglich (ab 0,7 Sonnenmassen, siehe unten), leichtere Sterne glühen nach Abschluss des Wasserstoffbrennens aus. Die weitere Entwicklung verläuft für massearme und massereiche Sterne deutlich verschieden. Dabei bezeichnet man Sterne bis zu 2,3 Sonnenmassen als massearm.
- Massearme Sterne bis zu 0,7 Sonnenmassen führen die Fusion des Wasserstoffs in einer wachsenden Schale um den erloschenen Kern fort. Sie erlöschen nach dem Ende dieses so genannten Schalenbrennens vollständig. In der Phase des Schalenbrennens werden die Sterne zu Roten Riesen mit sehr starkem Masseverlust, durch welchen der Heliumkern im Stern nicht die erforderliche Mindestmasse von 0,45 Sonnenmassen für ein stabiles Heliumbrennen erreicht. Durch die Temperaturabnahme im Zentrum geben sie der Schwerkraft nach und kontrahieren zu Weißen Zwergen mit Durchmessern von einigen tausend Kilometern vorwiegend aus Helium. Dadurch steigt die Oberflächentemperatur zunächst stark an. Im weiteren Verlauf kühlen die Weißen Zwerge jedoch ab und werden in ferner Zukunft als Schwarze Zwerge enden.
- Massearme Sterne zwischen 0,7 und 2,3 Sonnenmassen wie die Sonne selbst erreichen durch weitere Kontraktion die zum Heliumbrennen notwendige Temperatur und Dichte in ihrem Kern nur über den Umweg der Entartung. Am Ende der Hauptreihenphase besitzen die Sterne einen noch stabilen, isothermen Heliumkern mit ca. 0,1 Sonnenmassen. Infolge des in der Unterriesenphase und späteren ersten Riesenphase fortschreitendem Wasserstoffschalenbrennens wächst die Masse des Kerns, die Temperatur steigt aber nur solange an, wie die Kernmaterie nicht vollständig entartet ist. Dabei wird der Kern immer kleiner und dichter bis zur Entartung. Über dem schrumpfenden Kern läuft nun das Wasserstoffbrennen immer heftiger in einer immer dünner werdenden Schale bei immer höheren Temperaturen ab, am Ende bei ca. 100 MK (Bethe-Weizsäcker-Zyklus). Durch den Temperatur- und Leistungsanstieg expandieren die Sterne zu Roten Riesen mit Durchmessern von typischerweise dem Hundertfachen der Sonne (typischer Vertreter: Aldebaran). Die entartete Kernmaterie ist ein guter Wärmeleiter, sodass die brennende Wasserstoffschale auch den Kern mit aufheizt. Hat der Kern eine Masse von ca. 0,45 Sonnenmassen und ca. 80 MK erreicht (einige 10.000 Jahre vor dem eigentlichen Heliumflash), beginnt langsam der Drei-Alpha-Prozess einzusetzen, was den Kern zusätzlich aufheizt. Solange der Kern aber entartet ist, kann die Wärme jedoch nur über die Wärmeleitung umverteilt werden. Mit steigender Temperatur steigt auch die Fusionsrate (~T40) weiter an, sodass irgendwann die bei der Kernfusion entstehende Wärme nicht mehr abgeleitet werden kann. Jetzt kommt es zum „Durchgehen“ der Kernfusion: Es spielen sich innerhalb von Stunden dramatische Prozesse ab, bei denen der Leistungsumsatz im Zentrum auf das 100-Milliarden-Fache der heutigen Sonnenleistung ansteigen kann. Die Temperaturen in der Fusionszone steigen über 300 MK bis die Fermi-Temperatur erreicht ist. An diesem Punkt ist die Entartung aufgehoben und der Kern kann die Fusionsrate wieder thermodynamisch regeln. Diese Vorgänge bis zur Stabilisierung des Heliumbrennens werden als Heliumflash bezeichnet. Die während des Heliumflashs freigesetzte Energie gelangt nicht an die Oberfläche und es kommt auch nicht zur Supernova, weil diese Energie in die Expansion des Kernes umgewandelt wird (der bei der vorherigen Kontraktion abgelaufene Prozess, d. h. die Umwandlung von Gravitationsenergie in Wärme, kehrt sich um). Wenn im Kern das Heliumbrennen einsetzt, haben alle Sterne in diesem Massenbereich eine typische Leuchtkraft vom ca. 2000-fachen der Sonne heute, danach dehnt sich der Kern aus und der Stern wird kleiner und heißer: Er befindet sich nun im HRD auf dem Horizontalast. In der Phase findet im Kern Heliumbrennen statt und der Stern ist nun ein Roter Riese mit einer Leuchtkraft in der Größenordnung vom 50- bis 200-fachen der Sonne. Beim Heliumbrennen entsteht primär Kohlenstoff; wenn dieser im Verlauf des Heliumbrennens ausreichend vorhanden ist, aus diesem mit Helium auch Sauerstoff. Gleichzeitig findet in einer Schale um den Kern noch Wasserstoffbrennen statt. Ist das Helium im Kern verbraucht, wiederholt sich der Entartungsprozess der ersten Riesenphase mit einem Kern aus Kohlenstoff und Sauerstoff: Der Stern dehnt sich ein zweites Mal enorm aus, kühlt dabei ab und die Leuchtkraft steigt wieder an, der Stern ist nun ein asymptotischer Riese (AGB-Stern, typischer Vertreter: Mira). In dieser Phase wechseln sich Wasserstoff- und Heliumbrennen in den Schalen ab, wobei die verbleibende Sternhülle an der Unterseite durch die Kernfusion und an der Oberfläche durch den starken Sternwind immer dünner wird. Irgendwann ist die Leuchtkraft des Kerns so hoch (ca. 5000× Sonne) und die Dichte der Hülle so gering, dass der Sternwind plötzlich von der Oberfläche des Kerns und nicht mehr von der Oberfläche des Riesen kommt: Der langsame (ca. 20 km/s), kühle und dichte Sternwind wird nun durch einen schnellen (1000 km/s), heißen und dünnen ersetzt, der die bereits abgestoßenen Teile der Hülle wie ein Pflug vor sich herschiebt. Es bilden sich Planetarische Nebel. Nach wenigen 10.000 Jahren schließlich erlischt jegliche Kernfusion und die Sterne werden zu Weißen Zwergen aus Kohlenstoff und Sauerstoff wie oben beschrieben.
- Massereichere Sterne zwischen 2,3 und 8 Sonnenmassen werden ebenfalls zunächst zu Roten Riesen, erreichen die Phase des Heliumbrennens aber bevor die Entartung des Heliumkernes beginnt und beginnen mit dem stabilen Heliumbrennen ohne den Heliumflash. Nach dem Einsetzen des Heliumbrennens wird aus dem Roten Riese ein Heller Riese (typische Vertreter: der Polarstern und Canopus mit Leuchtkräften im Bereich ca. 2.000 bis 10.000). Die Sterne können bei der Entwicklung den Cepheiden-Instabilitätsstreifen im HRD kreuzen und eignen sich damit zur Entfernungsbestimmung. Nach dem Erschöpfen des Heliums im Kern werden die Sterne wie solche mit 0,7–2,3 Sonnenmassen zu AGB-Sternen. Durch den noch stärkeren Masseverlust in der Hülle erreichen die Kerne solcher Sterne aber nicht die kritische Masse von 0,9 Sonnenmassen, welche zum Einsetzen des Kohlenstoffbrennens erforderlich ist. Die Sterne bilden anschließend einen Planetarischen Nebel und werden danach zu Weißen Zwergen aus Kohlenstoff und Sauerstoff.
- Massereichere Sterne zwischen 8 und 10 Sonnenmassen erreichen nach dem Heliumbrennen das Stadium des Kohlenstoffbrennens, bei dem Elemente bis zum Magnesium entstehen. Durch Sternwind und die Bildung Planetarischer Nebel verlieren diese Sterne jedoch einen so großen Teil ihrer Masse, dass sie unter die kritische Grenzmasse von 1,44 Sonnenmassen für eine Supernova-Explosion geraten und werden ebenfalls zu Weißen Zwergen, die allerdings aus der „Asche“ des Kohlenstoffbrennens bestehen: Sauerstoff, Neon und Magnesium. Solche Weißen Zwerge sind sehr selten.
- Massereiche Sterne über 10 Sonnenmassen durchlaufen alle möglichen Fusionsprozesse und verbrennen in den letzten Jahrtausenden ihres Lebenszyklus praktisch alle leichteren Elemente in ihrem Kern zu Eisen. Nach der Hauptreihenphase entwickelt sich ein solcher Stern zum Roten oder Blauen Überriesen (dabei sind Übergänge zwischen beiden Phasen möglich). Typische Vertreter sind Antares, Beteigeuze, Rigel und Alnitak mit Leuchtkräften von deutlich über dem 10.000-fachen der Sonne. Auch diese Sterne stoßen einen großen Teil der Masse in ihren äußeren Schichten als Sternwind ab. Die dabei entstehenden Nebel sind oft bipolare Strukturen, wie zum Beispiel der Homunkulusnebel um η Carinae. Gleichzeitig bilden sich um den Kern im Sterninneren Schalen nach Art einer Zwiebel, in denen verschiedene Fusionsprozesse stattfinden. Die Zustände in diesen Schalen unterscheiden sich dramatisch. Das sei exemplarisch am Beispiel eines Sternes mit 18 Sonnenmassen dargestellt, der als Hauptreihenstern die ca. 30.000-fache Sonnenleistung und den ca. 10-fachen Sonnendurchmesser aufweist:

| Fusionsmaterial | Fusionsvorgang (Nukleosynthese) | Temperatur (Mio. K) | Dichte (kg/cm³) | Fusions- dauer |
| --------------- | ------------------------------- | ------------------- | --------------- | -------------- |
| H               | Wasserstoffbrennen              | .0040               | 00.000.000,006  | 10 Mio. Jahre  |
| He              | Heliumbrennen                   | .0190               | 00.000.001,100  | 01 Mio. Jahre  |
| C               | Kohlenstoffbrennen              | .0740               | 00.000.240.000  | 10.000 Jahre   |
| Ne              | Neonbrennen                     | 1.600               | 00.007.400.000  | 00.010 Jahre   |
| O               | Sauerstoffbrennen               | 2.100               | 00.016.000.000  | 00.005 Jahre   |
| Si              | Siliciumbrennen                 | 3.400               | 00.050.000.000  | 1 Woche        |
| Fe-Kern         | Kernfusion schwerster Elemente  | 4.000               | 10.000.000.000  | –              |

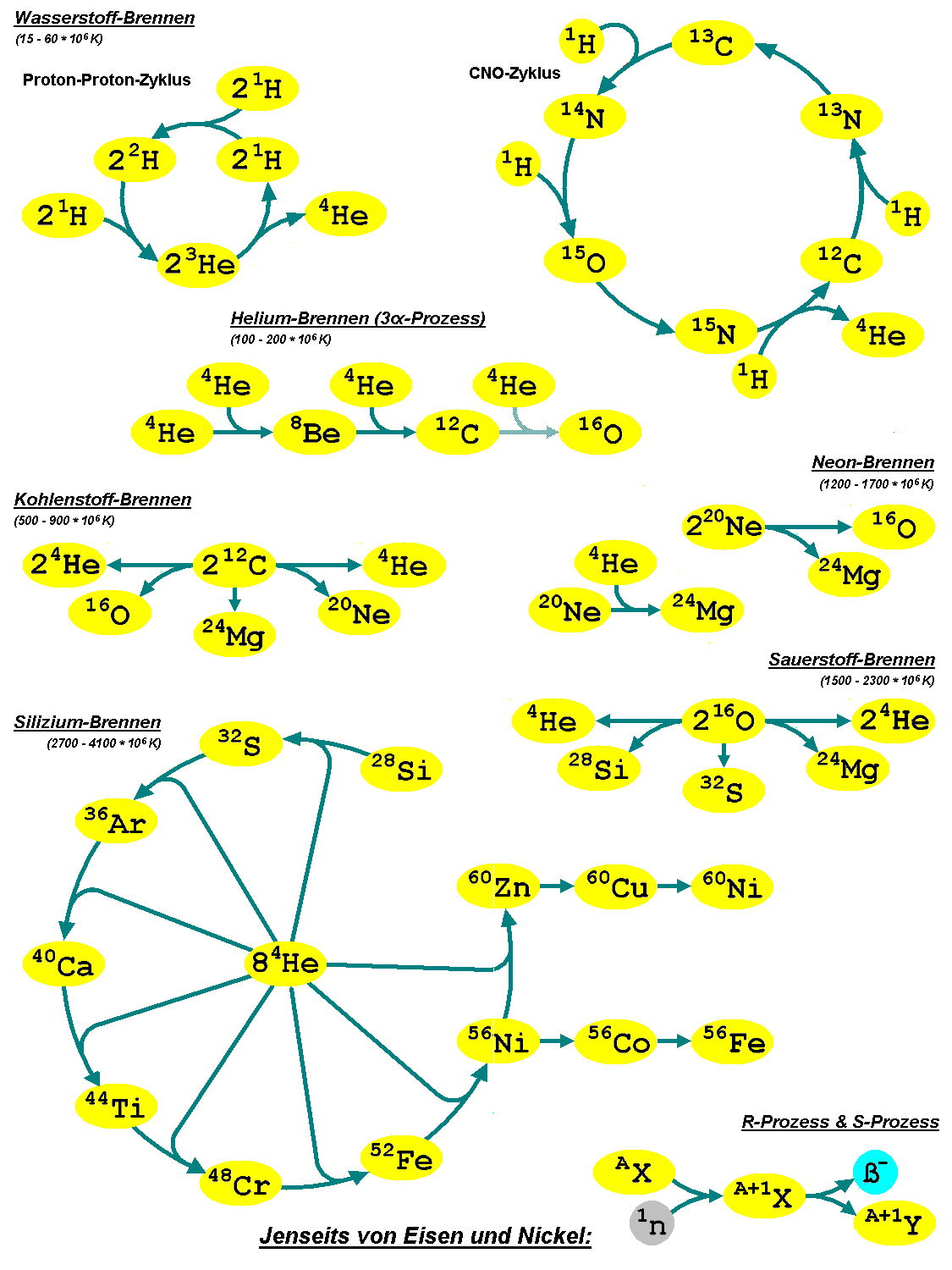
Übersicht über die Fusionsprozesse innerhalb massereicher Sterne

Die Grenze zwischen der Helium- und der Kohlenstoffzone ist hinsichtlich des relativen Temperatur- und Dichtesprungs vergleichbar mit der Erdatmosphäre über einem Lavasee. Alle nach dem Kohlenstoffbrennen stattfindende Kernfusionen haben keinen Einfluss mehr auf die Sternentwicklung, denn deren Dauer liegt insgesamt nur noch in der Größenordnung von max. 50 Jahren. In dieser kurzen Zeit ist es dem Stern so gut wie unmöglich, noch so viel Masse abzustoßen, um am Ende dem Kernkollaps zu entgehen. In der letzten Phase (Siliciumbrennen) bildet sich ein wachsender Eisenkern mit einem Durchmesser von nur etwa 10.000 km. Sobald er die Chandrasekhar-Grenze von 1,44 Sonnenmassen überschreitet, kollabiert er innerhalb von Sekundenbruchteilen, während die äußeren Schichten durch freigesetzte Energie in Form von Neutrinos und Strahlung abgestoßen werden und eine expandierende Explosionswolke bilden. Unter welchen Umständen als Endprodukt einer solchen Supernova-Explosion vom Typ II ein Neutronenstern oder ein Schwarzes Loch entsteht, ist noch nicht genau bekannt. Dabei dürfte neben der Masse aber auch die Rotation des Vorläufersterns und dessen Magnetfeld eine besondere Rolle spielen. Möglich wäre auch die Bildung eines Quarksterns, dessen Existenz jedoch bisher lediglich hypothetisch ist. Ereignet sich die Supernova in einem Doppelsternsystem, bei dem Massetransfer von einem Roten Riesen zu einem Weißen Zwerg stattfindet (Typ Ia), können Kohlenstofffusionsprozesse den Stern sogar vollständig zerreißen.

#### Nukleosynthese und Metallizität
Elemente schwerer als Helium werden fast ausschließlich durch Kernreaktionen im späten Verlauf der Sternentwicklung erzeugt, in der so genannten Nukleosynthese. Bei den im thermischen Gleichgewicht ablaufenden Fusionsreaktionen im Plasma können alle Elemente bis zur Kernladungszahl von Eisen entstehen. Schwerere Elemente, bei denen die Bindungsenergie pro Nukleon wieder ansteigt, werden durch Einfangen von Nuklearteilchen in nichtthermischen Kernreaktionen gebildet. Hauptsächlich entstehen schwere Elemente durch Neutroneneinfang mit nachfolgendem β-Zerfall in kohlenstoffbrennenden Riesensternen im s-Prozess oder in der ersten, explosiven Phase einer Supernova im r-Prozess. Hierbei steht s für slow und r für rapid. Neben diesen beiden häufigsten Prozessen, die im Endergebnis zu deutlich unterscheidbaren Signaturen in den Elementhäufigkeiten führen, finden auch Protoneneinfang und Spallation statt.
Die entstandenen Elemente werden zum großen Teil wieder in das interstellare Medium eingespeist, aus dem weitere Sterngenerationen entstehen. Je häufiger dieser Prozess bereits durchlaufen wurde, umso mehr sind die Elemente, die schwerer als Helium sind, angereichert. Für diese Elemente hat sich in der Astronomie der Sammelbegriff Metalle eingebürgert. Da sich diese Metalle einigermaßen gleichmäßig anreichern, genügt es oft, statt der einzelnen Elementhäufigkeiten die Metallizität anzugeben. Sterne, deren relative Häufigkeitsmuster von diesem Schema abweichen, werden als chemisch pekuliar bezeichnet. Spätere Sternengenerationen haben folglich eine höhere Metallizität. Die Metallizität ist daher ein Maß für das Entstehungsalter eines Sternes.

## Doppelsterne
Ein Doppelstern oder Doppelsternsystem besteht aus zwei Sternen, die scheinbar oder tatsächlich am Himmel nahe beisammenstehen. Wenn sie gravitativ aneinander gebunden sind, bewegen sie sich periodisch um ihren gemeinsamen Schwerpunkt.
Man unterscheidet folgende Arten doppelter Sterne bzw. Sternpaare:
- Optische Doppelsterne (scheinbare Doppelsterne): zwei Sterne, die von der Erde aus in fast gleicher Richtung am Himmel erscheinen, die sich aber gravitativ nicht gegenseitig beeinflussen.
- Geometrische Doppelsterne (räumliche Doppelsterne): Sterne, die einander räumlich nahe, aufgrund ihrer hohen Relativgeschwindigkeiten jedoch nicht aneinander gebunden sind.
- Physikalische Doppelsterne oder Doppelsternsysteme sind zwei Sterne, die aufgrund ihrer räumlichen Nähe gravitativ gebunden sind und sich nach den Kepler’schen Gesetzen um einen gemeinsamen Schwerpunkt bewegen. Über die Hälfte aller Sterne im Universum sind Teil eines Doppelsternsystems.
- Ein Mehrfachsternsystem besteht aus mehr als zwei physikalisch gebundenen Sternen.

## Veränderliche Sterne
Die scheinbare und oft auch die absolute Helligkeit mancher Sterne unterliegt zeitlichen Schwankungen, erkennbar in den Lichtkurven. Man unterscheidet folgende Typen von veränderlichen Sternen:
- Bedeckungsveränderliche. Dabei handelt es sich um Doppelsterne, die sich während ihres Umlaufs aus irdischer Perspektive zeitweise verdecken.
- Rotationsveränderliche. Dabei ist die beobachtete Veränderung auf die Rotation des Sterns zurückzuführen, da er nicht in alle Richtungen gleich hell strahlt (z. B. Pulsare).
- Pulsationsveränderliche. Dabei verändern sich die Zustandsgrößen mehr oder weniger periodisch und damit auch die Leuchtkraft. Die meisten Sterne durchlaufen solche instabile Phasen während ihrer Entwicklung, in der Regel aber erst nach dem Hauptreihenstadium. Wichtige Typen sind:
  - Cepheiden – Ihrer Periode lässt sich exakt eine bestimmte Leuchtkraft zuordnen. Sie sind daher bei der Entfernungsbestimmung als so genannte Standardkerzen von Bedeutung.
  - Mirasterne – Ihre Periode ist länger und unregelmäßiger als die der Cepheiden.
  - RR-Lyrae-Sterne – Sie pulsieren sehr regelmäßig mit vergleichsweise kurzer Periode und haben etwa die 90-fache Leuchtkraft der Sonne.
- Kataklysmisch Veränderliche. Dabei handelt es sich üblicherweise um Doppelsternsysteme, bei denen ein Massetransfer von einem Roten Riesen zu einem Weißen Zwerg stattfindet. Sie zeigen Ausbrüche in Abständen von wenigen Stunden bis zu mehreren Millionen Jahren.Supernova-Überrest Cassiopeia A

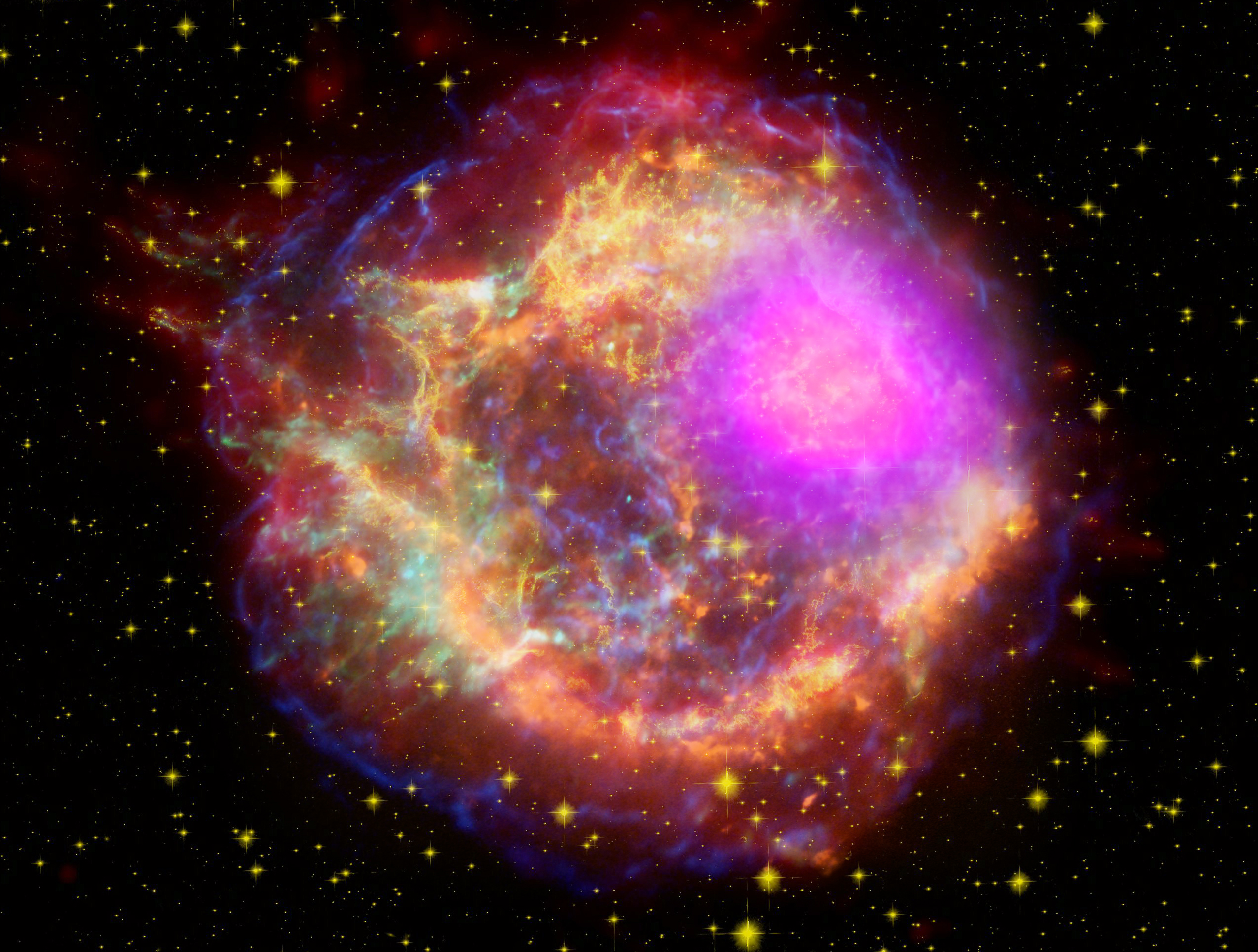
Supernova-Überrest Cassiopeia A

  - Supernovae. Bei Supernovae gibt es mehrere Typen, von denen Typ Ia ebenfalls ein Doppelsternphänomen ist. Nur die Typen Ib, Ic und II markieren das Ende der Evolution eines massereichen Sterns.
- Eruptiv Veränderliche. Sie erleiden für kurze Zeiten Ausbrüche, die sich oft in mehr oder weniger unregelmäßigen Abständen wiederholen. Beispiele sind (z. B. UV-Ceti-Sterne, T-Tauri-Sterne):
- Röntgendoppelsterne sind Doppelsternsysteme, die Röntgenstrahlung aussenden. Dabei empfängt ein kompakter Partner durch Akkretion Materie von einem anderen Stern. Dadurch ähneln die Röntgendoppelsterne den kataklysmischen Veränderlichen.

## Belege
1. ↑  Das Herkunftswörterbuch (= Der Duden in zwölf Bänden. Band 7). 2.  Auflage. Dudenverlag, Mannheim 1989, S. 709. Siehe auch DWDS („Stern“) und Friedrich Kluge: Etymologisches Wörterbuch der deutschen Sprache. 7.  Auflage. Trübner, Straßburg 1910 (S. 442).
2. ↑  Andrea Gianopoulos: Record Broken: Hubble Spots Farthest Star Ever Seen. 29. März 2022, abgerufen am 23. Juni 2022.
3. ↑  E. Høg, C. Fabricius, V.V. Makarov, S. Urban, T. Corbin, G. Wycoff, U. Bastian, P. Schwekendiek u. a.: The Tycho-2 Catalogue of the 2.5 million brightest stars. In: Astronomy & Astrophysics. 355. Jahrgang, 2000, S. L27..L30, bibcode:2000A&A...355L..27H.
4. ↑  Robert Emden: Gaskugeln: Anwendungen der mechanischen Wärmetheorie auf kosmologische und meteorologische Probleme, Teubner, Leipzig / Berlin, 1907
5. ↑  Norbert Przybilla et al.: HD 271791: An Extreme Supernova Runaway B Star Escaping from the Galaxy. arxiv:0811.0576v1, doi:10.1086/592245.
6. ↑  Brown et al.: MMT Hypervelocity Star Survey. arxiv:0808.2469v2.
7. ↑  Carl J. Hansen, Steven. D. Kawaler, Virginia Trimble: Stellare Innenräume: physikalische Prinzipien, Struktur und Evolution. 2. Auflage, Springer 2004, ISBN 0-387-20089-4.
8. ↑  Dina Prialnik: Eine Einführung in die Theorie der Sternstruktur und Evolution. Cambridge University Press 2000, ISBN 0-521-65065-8.
9. ↑  Sean G. Ryan, Andrew J. Norton: Stellare Evolution und Nukleosynthese. Cambridge University Press 2010, ISBN 978-0-521-13320-3.
10. ↑  M. V. S. Import: „Sternenmonster“ mit 300 Sonnenmassen entdeckt. 20. Juli 2010, abgerufen am 18. April 2024 (deutsch).
11. ↑  Carolin Liefke: Rekordstern weit größer als gedacht: Stern mit 300 Sonnenmassen entdeckt. Max-Planck-Institut für Astronomie, Pressemitteilung vom 21. Juli 2010 beim Informationsdienst Wissenschaft (idw-online.de), abgerufen am 23. Dezember 2014.
12. ↑  V. Joergens: Origins of Brown Dwarfs. In: Reviews in Modern Astronomy. 18. Jahrgang, 2005, S. 216–239, arxiv:astro-ph/0501220v2, bibcode:2005RvMA...18..216J (englisch).